# 江戸柳生天心流兵法
江戸柳生天心流兵法（えどやぎゅうてんしんりゅうひょうほう）は、天心流兵法の商標登録である。2025年10月30日に登録。